# Torolf Prytz

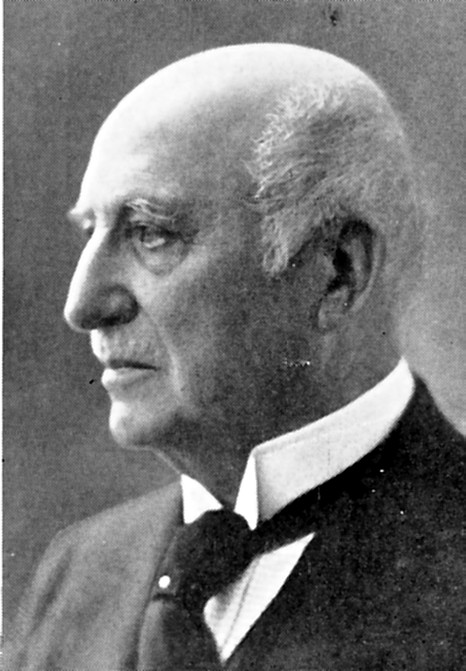
Torolf Prytz.

Torolf Prytz, född 26 december 1858 i Alstahaug, död 16 juni 1938 i Vestre Aker, var en norsk arkitekt och guldsmed.
Efter att ha studerat vid Polytechnikum i Hannover bosatte Prytz sig 1881 som arkitekt i Kristiania. Vid sidan av praktisk arkitektverksamhet arbetade han under de närmast följande åren för Selskabet til norske Fortidsmindesmærkers Bevaring och gjorde sig bemärkt för konstindustriella mönsterteckningar. År 1883 upptogs han i juvelerarfirman J. Tostrup som associé. Under en längre studievistelse i utlandet och efter sin hemkomst utvecklade han en energisk verksamhet för att utveckla den inhemska guldsmedtekniken, dels genom att tillföra denna nya impulser utifrån, dels genom att uppta och bearbeta gamla nationella motiv. Han gjorde därvid en betydande insats för konstindustrins främjande i Norge och firman tilldelades bland annat Grand prix vid världsutställningen i Paris 1900, där särskilt dess emaljteknik uppmärksammades.
Firman, som Prytz 1890 helt övertog, utvecklade under hans ledning sin verksamhet ytterligare och var i hög grad inriktad på export. Prytz deltog ofta i utställningar; han var medlem av juryn i Paris 1889, kommissarie för Norges industriavdelning i Chicago 1893, vice ordförande i kommittén för Norges deltagande i Paris 1900, ordförande i huvudkommittén och medlem av en rad underkommittéer för Norges jubileumsutställning i Kristiania 1914. 
Prytz var medlem av styrelserna för Kunstindustrimuseet, för den Kongelige Kunst- og Håndværksskole, för den norske Husflidsforening och för Håndværks- og Industriforeningen. Åren 1917–18 tillhörde han Gunnar Knudsens andra ministär som statsråd och chef för Industriforsyningsdepartementet. Han var president i Norges Røde Kors 1922–30.